# Hagelslag
Per hagelslag (in olandese "grandinata") si intende un dolce olandese. Si tratta di piccolissimi vermicelli a base di cioccolato e zucchero che vengono mangiati con il pane imburrato. Gli hagelslag non vanno confusi con le codette di zucchero, che, pur risultando identiche nell'aspetto, sono fatte per l'appunto di zucchero e amido di mais e hanno pertanto sapore e consistenza diversi.

## Storia
Si presume che gli hagelslag nacquero nel 1919, quando la fabbrica di liquirizie olandese Venco produsse delle scaglie zuccherate al gusto di anice che ebbero un grande successo in tutto il paese. Nel mentre la Venz, un'azienda concorrente che brevettò gli hagelsag, iniziò a vendere un prodotto simile a base di frutta nel 1928 e, nel 1936, un altro a base di cioccolato. La notorietà degli hagelslag accrebbe dopo la seconda guerra mondiale, portando al successo aziende come la Venz e la De Ruijter, che iniziarono a produrre una sempre più vasta gamma di varianti.